# 薩哈河 (霍羅爾河支流)
薩哈河（羅馬化：Saha）是烏克蘭中部的河流，屬於霍羅爾河的右支流。該河發源自羅莫丹北部，流經波爾塔瓦州的盧布尼區和米爾霍羅德區，河道全長29公里。